# كارلوس زونيغا فيغيروا
كارلوس زونيغا فيغيروا (بالإسبانية: Carlos Zúñiga Figueroa)‏ هو رسام هندوراسي، ولد في 5 يونيو 1885 في تيغوسيغالبا في هندوراس، وتوفي في 1964 في هندوراس.